# Metabo (azienda)

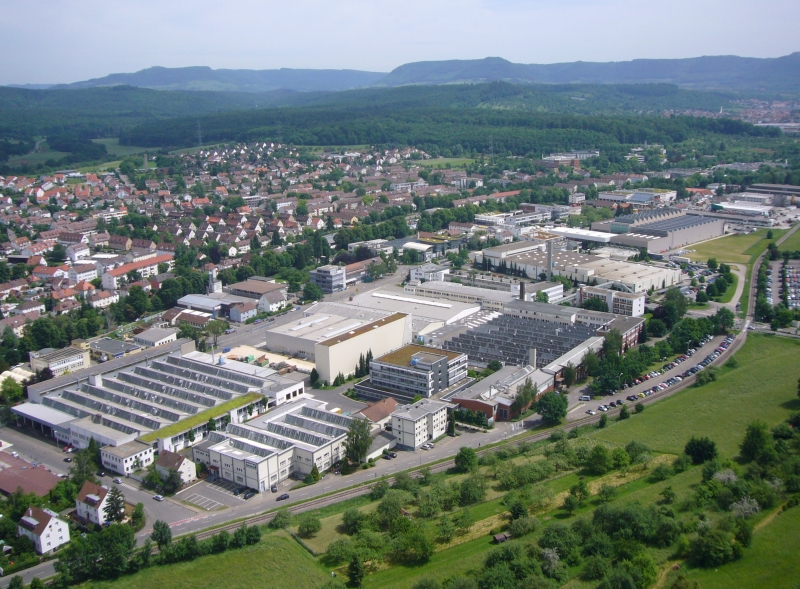
Sede Metabo a Nürtingen

La Metabowerke GmbH con sede a Nürtingen è un costruttore tedesco di elettroutensili. Il nome è l'acronimo di Metallbohrdreher“, un trapano a mano. La Metabo appartiene alla Hitachi Koki.

## Storia
Nel 1923 Albrecht Schnizler a Nürtingen fabbrica il primo trapano a mano. Il modello viene chiamato No. 18; ne vengono venduti oltre 50.000. Nel 1924 viene fondata la Schnizler GmbH. Il socio fondatore fu Julius Closs, già della Sonnenbrauerei di Nürtingen. La società si stabilì nell'edificio della Sonnenbrauerei in Kirchstraße, già sede della caserma di Nürtinger. Nel 1927 Walter Rauch diventa direttore. Nel 1932 nasce la „Metabowerk GmbH“.
Nel 1953 inizia l'era nuova per Metabo con la sede di Steinach.
Metabo fino al novembre 2015 era proprietà del Private Equity Chequers Capital, dopo che la famiglia proprietaria, nel 2012, cedette loro le azioni. Dal 2016 appartiene alla giapponese Hitachi Koki.

## Prodotti
- 1934 – Trapano elettrico Metabo No. 750  (120 Watt, 6,5 mm, 1200 giri/min)
- 1957 – Metabo Typ 76108, trapano martello
- 1966 – Smerigliatrice con accoppiamento di sicurezza Metabo S-automatic
- 1969 – Trapano con numero di giri a regolazione elettronica
- 1981 – Trapano 1000 Watt a giri costanti
- 2000 – Smerigliatrice con Metabo-Marathon-Motor
- 2002 – Avvitatore a batteria „Power Grip“
- 2010 – Accessori in acciaio inox
- 2012 – Pacco batterie con 4.0 Ah e Ultra-M-Technologie
- 2013 – Akkupack con 5.2 Ah
- 2014 – Smerigliatrici da 900 a 1.700 Watt
- 2015 – LiHD-Akku-Technologie
- 2016 – Smerigliatrice con 36-Volt-Akku e disco da 230mm
- 2018 – LiHD-Akkupacks da 4.0 Ah e 8.0 Ah.
- 2018 – Metabo fonda con altri costruttori Akku-System CAS – Cordless Alliance System.

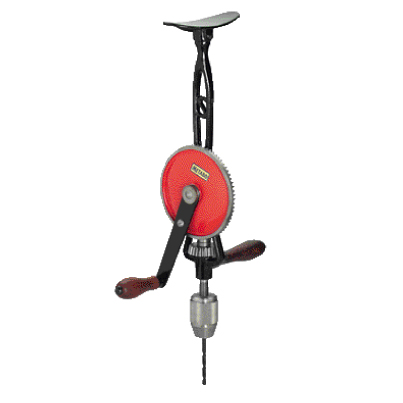
Trapano Metabo No. 18
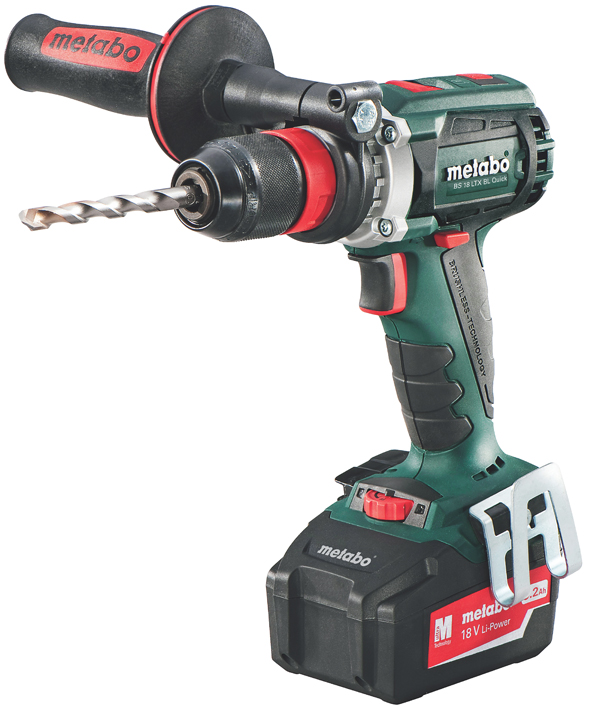
Metabo BS 18 LTX BL Quick
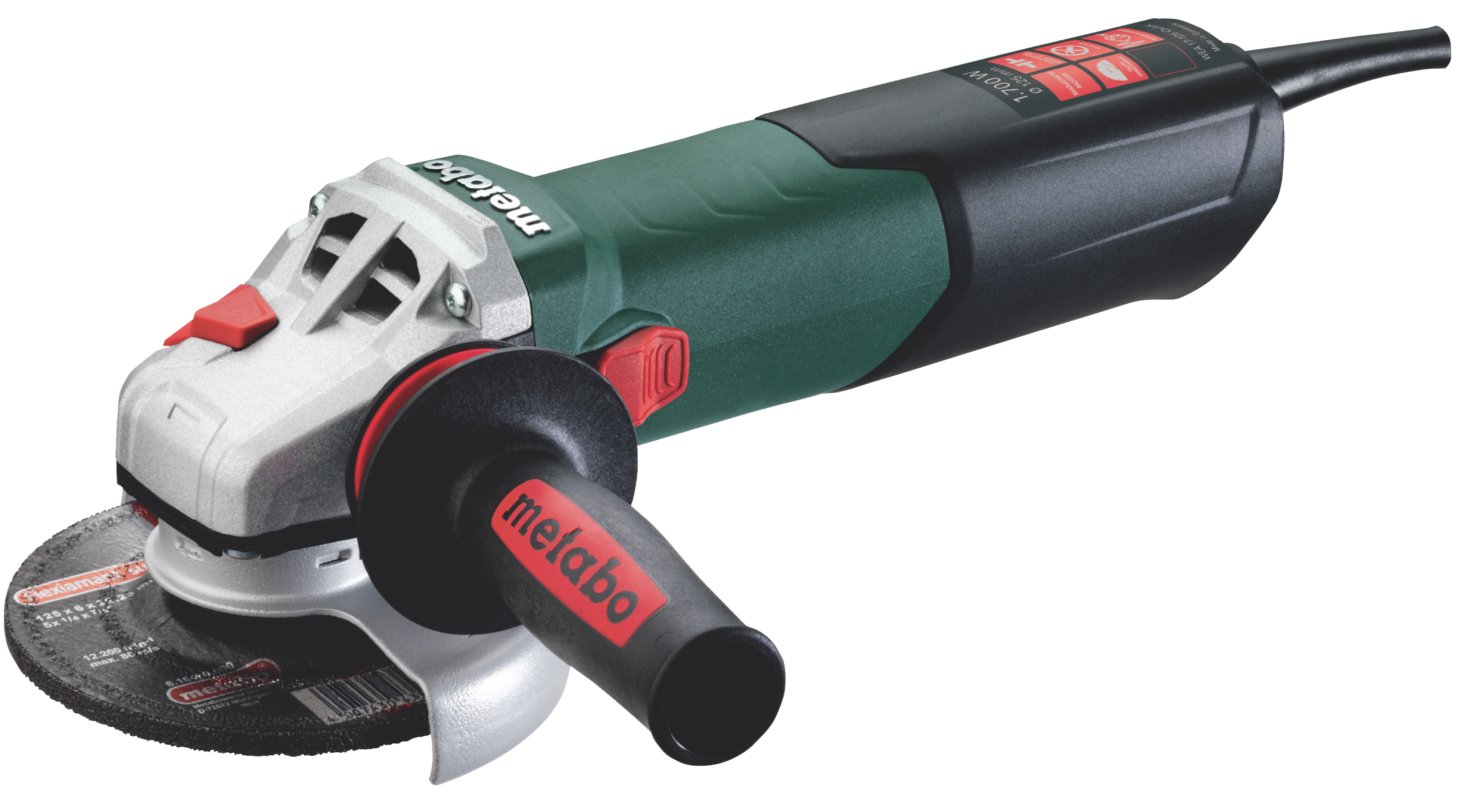
Metabo WEA 17-125 Quick